# Vor tids helte (film fra 1950)
 For alternative betydninger, se Vor tids helte.
Vor tids helte er en dansk dokumentarfilm fra 1950. 
Filmen, der af Det Danske filminstitut er klassificeret som en ugerevy, følger danske sportsstjerne i udlandet og forsøger at give et indblik i deres tilværelse. Filmen er speaket af Gunnar "Nu" Hansen.

## Handling
En rundrejse til de professionelle danske fodboldspillere og andre sportsfolk rundt om i Europa. Italien, Torino, gadebilleder og seværdigheder. Juventus-spilleren Johannes Pløger og frue i deres lejlighed. Udflugt sammen med holdkammeraten John Hansen og frue. Fodboldkamp: Juventus-Milan. Paris: Gadebilleder og seværdigheder. Karen Margrethe Harup og Grete Sørensen svømmer hos Stade Francais. Fodboldspillerne Børge Mathiesen og Kaj Christiansen i Paris, da de begge spillede for Stade Francais. Fodboldkamp: Soso-Stade Francais. Cykelrytteren Willy Falck Hansen i sit hjem i Paris. Turistbureauet. Tennisspilleren Kurt Nielsen i Paris. Davis Cup match i Paris mellem Danmark og Frankrig. Det danske holds kaptajn Anker Jacobsen ser til. Udspringersken Birte Christoffersen i Paris. Fodboldspilleren Arne Sørensen følger sin datter i skole i Nancy i Frankrig. Holdkammeraten Helge Bronée, tidligere ØB'er, privat og til træning hos FC Nancy. Kaj Hansen fra B.93 i Colmar i Frankrig, under løbetræning og hos vinbonde. Stjernespilleren Carl Aage Præst hos Juventus. Besøg hos Fiat og Juventus med klubejer Agnelli. Klublokalerne. Holdkammeraten Karl Aage Hansen. Træningen hos Juventus. Ivan Jensen hos Bologna, og holdkammeraten Axel Pilmark på loppemarked i Bologna. Jørgen Leschly Sørensen og Svend Jørgen Hansen i Bergamo og fodboldklubben Atalanta med svenske Bertil Nordahl. Como i regnvejr. Kamp Como-Juventus. Karl Aage Hansen i Torino.

## Medvirkende
- Carl Aage Præst
- Karl Aage Hansen
- John Hansen
- Jørgen Leschly Sørensen
- Svend Jørgen Hansen
- Helge Bronée
- Børge Mathiesen
- Axel Pilmark
- Ivan Jensen
- Johannes Pløger
- Kaj Christiansen
- Kaj Hansen
- Birte Christoffersen
- Karen Margrethe Harup
- Willy Falck Hansen
- Kurt Nielsen
- Anker Jacobsen
- Arne Sørensen